# Вальдес, Серхио (футболист)
Се́рхио Вальде́с Си́льва (исп. Sergio Valdés Silva; 22 июня 1935 или 11 апреля 1933, Сантьяго — 2 апреля 2019, Чили) — чилийский футболист, игравший на позиции защитника. Бронзовый призёр чемпионата мира (1962).

## Биография

### Клубная карьера
Вальдес начал карьеру в клубе «Магальянес», в составе которого играл в течение пяти сезонов.
В 1960 году Вальдес стал игроком клуба «Универсидад Католика», в составе которого играл в течение шести сезонов и выиграл чемпионский титул 1961 года. Последним клубом в карьере для него стал «Ферробадминтон», в котором Вальдес играл в 1966 году, а затем завершил карьеру игрока.

### Карьера в сборной
В составе сборной Чили Вальдес принимал участие на чемпионате Южной Америки 1957 года и чемпионате Южной Америки 1959 года, на которых сборная Чили осталась без медалей.
В 1962 году Вальдес принимал участие на домашнем чемпионате мира, но на турнире не играл. По итогам турнира сборная Чили завоевала бронзовые медали. Всего за сборную Чили сыграл 21 матч, в которых не забил ни одного мяча.

### Смерть
Скончался 2 апреля 2019 года в Альгарробо от лейкемии в возрасте 85 лет.

## Достижения
«Универсидад Католика»
- Чемпион Чили (1): 1961